# 石川次夫 (名取市長)
石川 次夫（いしかわ つぎお、1922年（大正11年）6月1日 - 2011年（平成23年）2月21日）は、昭和から平成時代の政治家。宮城県名取市長。

## 経歴
名取市出身。東北帝国大学卒業。
1955年（昭和30年）名取町収入役、1958年（昭和33年）名取市収入役、1971年（昭和46年）助役を経て、1980年（昭和55年）名取市長に当選。6期24年務めた。